# American Society for Biochemistry and Molecular Biology
Die American Society for Biochemistry and Molecular Biology (Amerikanische Gesellschaft für Biochemie und Molekularbiologie, ASBMB) ist eine Gelehrtengesellschaft, die am 26. Dezember 1906 auf einem von John Jacob Abel (Johns Hopkins University) organisierten Treffen gegründet wurde. Die Wurzeln der Gesellschaft liegen in der American Physiological Society, die etwa 20 Jahre zuvor gegründet worden war. Die ASBMB ist das US-Mitglied der International Union of Biochemistry and Molecular Biology.
Die ASBMB hieß ursprünglich American Society of Biological Chemists, bevor sie 1987 ihren heutigen Namen erhielt. Der Sitz der Gesellschaft ist in Rockville, Maryland. Die Aufgabe der ASBMB ist es, die Wissenschaft der Biochemie und Molekularbiologie durch die Veröffentlichung wissenschaftlicher Zeitschriften, die Organisation wissenschaftlicher Tagungen, das Eintreten für die Finanzierung von Grundlagenforschung und die Unterstützung der wissenschaftlichen Ausbildung auf allen Ebenen und durch die Förderung der Vielfalt von Personen, die in die wissenschaftliche Belegschaft eintreten, voranzutreiben. Die Organisation hat derzeit über 12.000 Mitglieder.

## Mildred Cohn Award
Der Mildred Cohn Award in Biological Chemistry wurde 2013 ins Leben gerufen, um die wissenschaftlichen Leistungen von Mildred Cohn zu ehren. Sie war 1978 die erste weibliche Präsidentin der Gesellschaft. Der mit 5000 $ dotierte Preis wird jährlich an einen Wissenschaftler verliehen, der mit innovativen physikalischen Ansätzen wesentliche Fortschritte im Verständnis der biologischen Chemie erzielt hat. Es wird erwartet, dass der Empfänger den Mildred Cohn Award-Vortrag auf der Jahrestagung hält.
| Jahr | Ausgezeichneter      |
| ---- | -------------------- |
| 2020 | Carol Fierke         |
| 2019 | Angela M. Gronenborn |
| 2018 | Leemor Joshua-Tor    |
| 2017 | Wei Yang             |
| 2016 | Eva Nogales          |
| 2015 | Judith P. Klinman    |
| 2014 | Lila M. Gierasch     |
| 2013 | Jennifer A. Doudna   |